# 大梨树旅游景区
大梨树旅游景区是一个位于辽宁省凤城市凤山区的国家4A级旅游景区。

## 景区概况
大梨树旅游景区主要由三大功能区构成：旅游综合服务区、民族村落观光区、休闲农业体验区。景区内有生态采摘园和影视城。